# La Grigonnais
La Grigonnais är en kommun i departementet Loire-Atlantique i regionen Pays de la Loire i nordvästra Frankrike. Kommunen ligger i kantonen Nozay som tillhör arrondissementet Châteaubriant. År 2022 hade La Grigonnais 1 815 invånare.

## Befolkningsutveckling
Antalet invånare i kommunen La Grigonnais
| Referens: INSEE |